# Futbol'nyj Klub Luč-Ėnergija 2011-2012
Questa voce raccoglie le informazioni riguardanti la Luč-Ėnergija nelle competizioni ufficiali della stagione 2011-2012.

## Stagione
La squadra ottenne buoni risultati in Coppa, riuscendo a raggiungere gli ottavi di finale. In campionato, però, la squadra finì quindicesima dopo la prima fase, venendo costretta a disputare il girone salvezza partendo con un solo punto di vantaggio sulla sedicesimo posto (che equivaleva a retrocedere).
A fine stagione il club si classificò diciassettesimo, cinque punti sotto dalla zona salvezza, retrocedendo in Vtoroj divizion dopo nove anni.

## Rosa
| N. |                         | Ruolo | Calciatore              |
| -- | ----------------------- | ----- | ----------------------- |
| 1  | Russia (bandiera)       | P     | Aleksandr Kotlyarov     |
| 3  | Russia (bandiera)       | D     | Igor Udaly              |
| 4  | Russia (bandiera)       | C     | Roman Slavnov           |
| 5  | Croazia (bandiera)      | D     | Matija Kristić          |
| 6  | Turkmenistan (bandiera) | C     | Vyacheslav Krendelyov   |
| 8  | Russia (bandiera)       | C     | Jurij Gazinskij         |
| 11 | Russia (bandiera)       | A     | Aleksandr Tikhonovetsky |
| 12 | Russia (bandiera)       | A     | Igor Strelkov           |
| 14 | Argentina (bandiera)    | D     | Javier Almirón          |
| 15 | Russia (bandiera)       | C     | Alan Kusov              |
| 16 | Russia (bandiera)       | P     | Denis Kniga             |
| 17 | Russia (bandiera)       | D     | Pavel Mogilevskiy       |
| 18 | Russia (bandiera)       | C     | Georgi Bazayev          |

| N. |                    | Ruolo | Calciatore         |
| -- | ------------------ | ----- | ------------------ |
| 19 | Russia (bandiera)  | A     | Yevgeni Skoblikov  |
| 20 | Ucraina (bandiera) | C     | Maksim Fyodorov    |
| 22 | Russia (bandiera)  | C     | Beslan Adzhindzhal |
| 25 | Russia (bandiera)  | A     | Aleksandr Alkhazov |
| 26 | Russia (bandiera)  | A     | Sergei Ovchinnikov |
| 27 | Russia (bandiera)  | D     | Dmitrij Tichij     |
| 29 | Russia (bandiera)  | A     | Karen Oganyan      |
| 32 | Russia (bandiera)  | D     | Aslan Zaseev       |
| 33 | Russia (bandiera)  | P     | Aleksei Stepanov   |
| 35 | Ucraina (bandiera) | D     | Dmytro Semočko     |
| 88 | Russia (bandiera)  | C     | Stanislav Reznikov |
| 91 | Russia (bandiera)  | C     | Viktor Svezhov     |

## Calciomercato

### Acquisti
| Acquisti | Acquisti                | Acquisti                | Acquisti   |
| R.       | Nome                    | da                      | Modalità   |
| -------- | ----------------------- | ----------------------- | ---------- |
| C        | Beslan Adzhindzhal      | Torpedo Mosca           |            |
| C        | Andrey Akopyants        | Nižnij Novgorod         |            |
| A        | Aleksandr Alkhazov      | Kryl'ja Sovetov Samara  |            |
| D        | Javier Almirón          | Lanús                   |            |
| C        | Georgi Bazayev          |                         | svincolato |
| C        | Yuri Dubrovin           | Tjumen'                 |            |
| C        | Vyacheslav Krendelyov   | Baltika                 |            |
| C        | Alan Kusov              | Alanija Vladikavkaz     |            |
| D        | Pavel Mogilevskiy       | Rotor                   |            |
| A        | Sergei Ovchinnikov      | Gornjak Učaly           |            |
| D        | Dmytro Semočko          | Nižnij Novgorod         |            |
| C        | Aleksandr Shvetsov      | Avangard Kursk          |            |
| A        | Yevgeni Skoblikov       | Akademija Togliatti     |            |
| C        | Roman Slavnov           | KAMAZ                   |            |
| P        | Aleksei Stepanov        | SKA-Ėnergija            |            |
| A        | Igor Strelkov           |                         | svincolato |
| C        | Viktor Svezhov          | Dinamo Mosca            |            |
| D        | Dmitrij Tichij          |                         |            |
| A        | Aleksandr Tikhonovetsky | Nižnij Novgorod         |            |
| C        | Vitali Timofeyev        | Baltika                 |            |
| A        | Dmitri Vasilyev         | Anži}                   |            |
| D        | Aslan Zaseev            | Černomorec Novorossijsk |            |

### Cessioni
| Cessioni | Cessioni             | Cessioni                    | Cessioni      |
| R.       | Nome                 | a                           | Modalità      |
| -------- | -------------------- | --------------------------- | ------------- |
| C        | Karen Akopyan        | Dinamo Mosca                |               |
| C        | Andrey Akopyants     |                             | svincolato    |
| C        | Andrei Bochkov       | Ural                        |               |
| C        | Jean Bouli           |                             |               |
| C        | Maksim Burchenko     | Volga Nižnij Novgorod       |               |
| D        | Aleksandr Dancev     | Ural                        |               |
| D        | Yevgeni Demura       |                             |               |
| C        | Zakhar Dubensky      | Volgar'-Gazprom             |               |
| C        | Yuri Dubrovin        |                             | svincolato    |
| D        | Vitali Kazantsev     | Nižnij Novgorod             |               |
| D        | Roman Kishkaruk      |                             |               |
| D        | Aleksandr Khlebnikov | Tjumen'                     |               |
| D        | Andrei Kolesnikov    | Fakel Voronež               |               |
| P        | Mikhail Komarov      | Volgar'-Gazprom             |               |
| C        | Dmitri Kudryashov    | Nižnij Novgorod             |               |
| P        | Maksim Metlovskiy    |                             |               |
| C        | Vladimir Mikhalyov   | Volga Nižnij Novgorod       | fine prestito |
| C        | Artyom Mikheyev      | Mostovik-Primor'e Ussurijsk |               |
| A        | Nikita Satalkin      | Gazovik Orenburg            | fine prestito |
| D        | Sergei Semyonov      |                             |               |
| C        | Yevhen Shmakov       | Homel'                      |               |
| C        | Dmitri Smirnov       | Terek Groznyj               | fine prestito |
| C        | Vitali Timofeyev     |                             | svincolato    |
| A        | Dmitri Vasilyev      |                             | rescissione   |
| C        | Artyom Voronkin      | Chimki                      |               |
| C        | Sergei Yegorov       | Fakel Voronež               |               |
| A        | Aleksei Zhdanov      | Neftechimik                 |               |
| D        | Maksim Zinovyev      | Fakel Voronež               |               |

## Risultati

### Campionato
| Naberežnye Čelny 4 aprile 2011 1ª giornata | KAMAZ | 2 – 0 referto | Luč-Ėnergija | Belyj Medved' Arena |

| Saransk 7 aprile 2011 2ª giornata | Mordovija | 1 – 1 referto | Luč-Ėnergija | Start Stadion |

| Vladivostok 15 aprile 2011 3ª giornata | Luč-Ėnergija | 1 – 0 referto | Černomorec Novorossijsk | Stadio Dinamo |

| Nižnij Novgorod 25 aprile 2011 4ª giornata | Nižnij Novgorod | 4 – 1 referto | Luč-Ėnergija | Stadio Severnyj |

| Vladimir 28 aprile 2011 5ª giornata | Torpedo Vladimir | 1 – 1 referto | Luč-Ėnergija | Stadio Torpedo |

| Vladivostok 4 maggio 2011 6ª giornata | Luč-Ėnergija | 0 – 0 referto | Fakel Voronež | Stadio Dinamo |

| Vladivostok 7 maggio 2011 7ª giornata | Luč-Ėnergija | 0 – 0 referto | Chimki | Stadio Dinamo |

| Novosibirsk 15 maggio 2011 8ª giornata | Sibir' | 2 – 2 referto | Luč-Ėnergija | Spartak Stadium |

| Krasnojarsk 18 maggio 2011 9ª giornata | Metallurg Krasnojarsk | 2 – 1 referto | Luč-Ėnergija |  |

| Vladivostok 24 maggio 2011 10ª giornata | Luč-Ėnergija | 0 – 2 referto | Torpedo Mosca | Stadio Dinamo |

| Vladivostok 27 maggio 2011 11ª giornata | Luč-Ėnergija | 0 – 0 referto | Baltika | Stadio Dinamo |

| Brjansk 4 giugno 2011 12ª giornata | Dinamo Brjansk | 1 – 1 referto | Luč-Ėnergija | Stadio Dinamo |

| Jaroslavl' 7 giugno 2011 13ª giornata | Šinnik | 0 – 0 referto | Luč-Ėnergija | Stadio Šinnik |

| Vladivostok 17 giugno 2011 14ª giornata | Luč-Ėnergija | 0 – 1 referto | Alanija Vladikavkaz | Stadio Dinamo |

| Orenburg 24 giugno 2011 15ª giornata | Gazovik Orenburg | 0 – 0 referto | Luč-Ėnergija | Stadio Gazovik |

| Ekaterinburg 27 giugno 2011 16ª giornata | Ural | 1 – 1 referto | Luč-Ėnergija | Stadio Uralmaš |

| Vladivostok 11 luglio 2011 17ª giornata | Luč-Ėnergija | 2 – 0 referto | SKA-Ėnergija | Stadio Dinamo |

| Vladivostok 9 agosto 2011 18ª giornata | Luč-Ėnergija | 0 – 1 referto | KAMAZ | Stadio Dinamo |

| Vladivostok 12 agosto 2011 19ª giornata | Luč-Ėnergija | 0 – 0 referto | Mordovija | Stadio Dinamo |

| Novorossijsk 19 agosto 2011 20ª giornata | Černomorec Novorossijsk | 0 – 2 referto | Luč-Ėnergija | Stadio Centrale di Kazan' |

| Soči 22 agosto 2011 21ª giornata | Žemčužina-Soči | 0 – 3 referto | Luč-Ėnergija |  |

| Vladivostok 29 agosto 2011 22ª giornata | Luč-Ėnergija | 0 – 0 referto | Nižnij Novgorod | Stadio Dinamo |

| Vladivostok 1º settembre 2011 23ª giornata | Luč-Ėnergija | 0 – 1 referto | Torpedo Vladimir | Stadio Dinamo |

| Chabarovsk 6 settembre 2011 24ª giornata | SKA-Ėnergija | 0 – 5 referto | Luč-Ėnergija | Stadion SKA DVO im. V. I. Lenina |

| Voronež 12 settembre 2011 25ª giornata | Fakel Voronež | 1 – 3 referto | Luč-Ėnergija | Central'nyj stadion profsojuzov |

| Chimki 15 settembre 2011 26ª giornata | Chimki | 1 – 0 referto | Luč-Ėnergija | Stadio Rodina |

| Vladivostok 28 settembre 2011 27ª giornata | Luč-Ėnergija | 1 – 0 referto | Sibir' | Stadio Dinamo |

| Vladivostok 25 settembre 2011 28ª giornata | Luč-Ėnergija | 0 – 0 referto | Metallurg Krasnojarsk | Stadio Dinamo |

| Mosca 3 ottobre 2011 29ª giornata | Torpedo Mosca | 1 – 0 referto | Luč-Ėnergija | Stadio Ėduard Strel'cov |

| Kaliningrad 6 ottobre 2011 30ª giornata | Baltika | 2 – 0 referto | Luč-Ėnergija | Stadio Baltika |

| Vladivostok 14 ottobre 2011 31ª giornata | Luč-Ėnergija | 0 – 2 referto | Dinamo Brjansk | Stadio Dinamo |

| Vladivostok 17 ottobre 2011 32ª giornata | Luč-Ėnergija | 2 – 1 referto | Šinnik | Stadio Dinamo |

| Astrachan' 24 ottobre 2011 33ª giornata | Volgar'-Gazprom | 0 – 0 referto | Luč-Ėnergija | Stadio Centrale di Kazan' |

| Vladikavkaz 27 ottobre 2011 34ª giornata | Alanija Vladikavkaz | 1 – 0 referto | Luč-Ėnergija | Respublikanskij stadion Spartak |

| Vladivostok 4 novembre 2011 35ª giornata | Luč-Ėnergija | 2 – 1 referto | Gazovik Orenburg | Stadio Dinamo |

| Vladivostok 7 novembre 2011 36ª giornata | Luč-Ėnergija | 1 – 1 referto | Ural | Stadio Dinamo |

### Coppa di Russia
| Irkutsk 4 luglio 2011 Quinto turno | Radian-Bajkal Irkutsk | 1 – 2 referto | Luč-Ėnergija | Stadio Lokomotiv |

| Vladivostok 17 luglio 2011 Sedicesimi di finale | Luč-Ėnergija | 1 – 0 referto | Kryl'ja Sovetov Samara | Stadio Dinamo |

| Mosca 21 settembre 2011 Ottavi di finale | Lokomotiv Mosca | 1 – 0 referto | Luč-Ėnergija | RZD Arena |